# Rare Beauty
Rare Beauty é uma empresa estadunidense de cosméticos fundada pela cantora Selena Gomez, em parceria com a empresa multinacional Sephora. A sua primeira linha foi lançada nos Estados Unidos em 03 de setembro de 2020, sendo distribuída no restante do mundo em 2021. Em entrevista, Gomez afirma que a missão da marca é "...moldar conversas em torno da beleza, autoaceitação e saúde mental. Queremos ajudar as pessoas a ter mais acesso a apoio e serviços e a ajudar as pessoas a sentirem-se mais autenticamente ligadas umas às outras e menos sozinhas no mundo.".
Em agosto de 2022, a marca de beleza chegou ao Brasil exclusivamente nas lojas da Sephora.
No final de 2023, Selena Gomez anunciou uma linha de skincare dentro da marca Rare Beauty. Porém, ao contrário da maioria das empresas de cosméticos que focam nos cuidados da pele do rosto, Gomez investiu em 4 produtos de cuidados corporais.